# Rana longicrus
Rana longicrus е вид земноводно от семейство Водни жаби (Ranidae). Видът е световно застрашен, със статут Уязвим.

## Разпространение
Разпространен е в Провинции в КНР и Тайван.